# Chrysler Esplanada

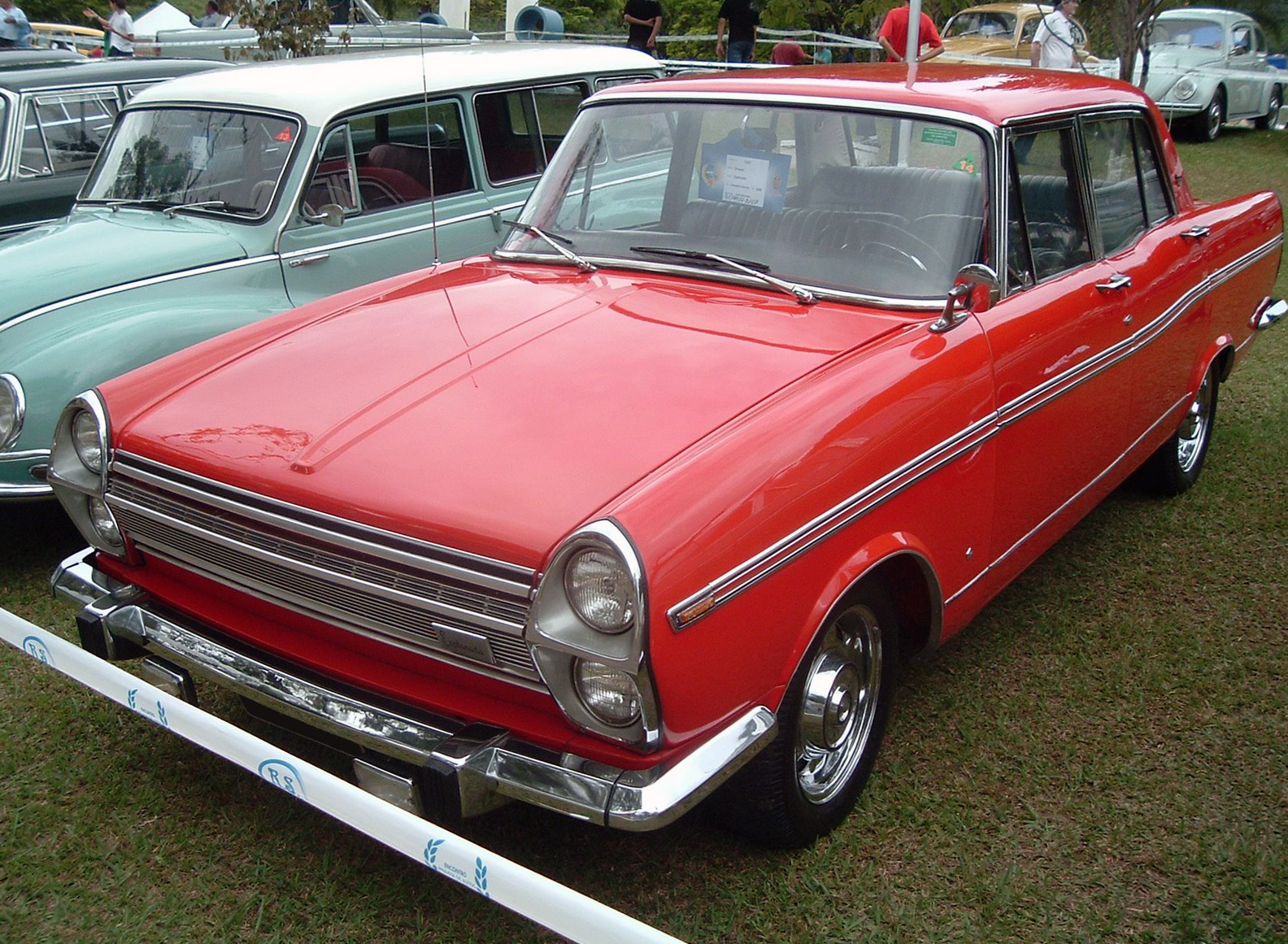
Chrysler Esplanada (1967)

La Simca / Chrysler Esplanada est une automobile produite au Brésil entre 1966 et 1969. Ce modèle haut de gamme dérivé de la Simca Chambord qu'elle a remplacée, a été présenté sous la marque Simca au Salon de l'Automobile de São Paulo en novembre 1966 alors que Simca France et Simca do Brasil avaient été rachetés par le groupe américain Chrysler. La Simca Esplanada a été rebaptisée Chrysler en 1967.

## Historique
Au Salon de l'automobile de São Paulo en novembre 1966, Simca présente la remplaçante de la Simca Chambord, la Simca Esplanada, qui retient l'attention. L'Esplanada est une berline de luxe équipée d'éléments mécaniques de l'ancienne Simca Rally Emi-Sul. Sa carrosserie a été conçue au Brésil et la voiture représente en fait la dernière tentative d'affirmation de Simca au Brasil. Quelques jours plus tard, Chrysler International annonce officiellement avoir pris une participation majoritaire dans Simca France et dans sa filiale Simca do Brasil, dans le cadre de son projet d'absorption de l'ensemble du constructeur français Simca, ancienne filiale de l'italien Fiat.
La première mesure adoptée par la nouvelle administration américaine a été d'améliorer la qualité en la portant au niveau de celui de Chrysler. Un exemplaire de Simca Regente et Esplanada ont été envoyés aux États-Unis pour y subir des tests qui vont aboutir à 53 modifications immédiates. Les premiers techniciens américains de Chrysler sont arrivés au Brésil en mars 1967 et en juin l'entreprise Simca do Brasil change officiellement de dénomination sociale pour devenir Chrysler do Brasil S/A Indústria e Comércio.
Avant que Chrysler do Brasil ne lance les Esplanada et Regente revisitées, en avril 1968, à partir du mois d'août 1967, Chrysler avait ajouté une plaque à l'arrière portant la mention : « Fabricado pela Chrysler », le gouvernement brésilien avait approuvé l'investissement de Chrysler de 50,2 millions US$ pour la production de camions Dodge et le début du projet de fabrication de la Dodge Dart équipée d'un moteur V-8 Chrysler.
Pour l'achat d'une Esplanada ou d'une Regente, Chrysler offrait une garantie de 2 ans ou 36.000 km, une première au Brésil. Chrysler voulait maintenir l'Esplanada et la Regente en production avec quelques améliorations techniques et stylistiques car, malgré certains défauts dus au faible contrôle qualité de Simca do Brasil, les voitures présentaient des caractéristiques de conduite, de suspension, de confort et de stabilité intéressantes.
Avec l'ancien moteur V8 Ford de l'ancienne Chambord Emi-Sul (2.414 cm3 130 ch), l'Esplanada était l'une des voitures brésiliennes les plus rapides, atteignant 160 km/h. Grâce à un nouveau système de soupapes adopté par Chrysler, son fonctionnement était silencieux et le couple apparaissait déjà au régime de 3.000 tr/min, permettant des démarrages plus faciles.
Le confort et la stabilité représentaient cependant l'atout principal de l'Esplanada. La carrosserie était bien isolée acoustiquement et les portes se fermaient bien, une caractéristique qui démontre la qualité de la structure d'une voiture. Le long débattement des ressorts de la suspension McPherson à l'avant et des ressorts semi-elliptiques à l'arrière, absorbait bien les irrégularités de la route.
Au Salon de l'auto de 1968, Chrysler do Brasil a présenté une version sportive de l'Esplanada, la GTX.
La fabrication de la Chrysler Esplanade s'est arrêtée en 1969, remplacée par la Dodge Dart.

## Chrysler Regente et GTX

### Chrysler Regente
La Regente est une variante "pauvre" de l'Esplanada, introduite par Chrysler, dépourvue d'un certain nombre d'accessoires pour que la voiture soit affichée sur le marché à un prix plus abordable.

### Chrysler Regente GTX
La Regente GTX a été lancée par Chrysler au Salon de l'auto de 1968. C'est la version sportive de l'Esplanada et de la Regente, équipée d'une boîte de vitesses à quatre rapports, de sièges en cuir (individuels à l'avant), d'un compte-tours, d'un ventilateur sous le tableau de bord et de ceintures de sécurité. Elle atteignait 165 km/h, malgré une accélération légèrement inférieure à celle de l'Esplanada.
La production de la GTX fut de courte durée car, comme l'Esplanada et la Regente, elle céda sa place à la Dodge Dart en 1969.